# 小型矶蟹
小型矶蟹（学名：Pugettia minor）为蜘蛛蟹科矶蟹属的动物。分布于日本以及中国大陆的福建、山东等地，生活环境为海水，多生活于藻类丛生的岩质浅海底。
其种加词“minor”意为“较小的”。